# Norman Thomas Gilroy
Norman Thomas Gilroy (Sídney, 22 de enero de 1896 – Ibidem, 21 de octubre de 1977) fue un cardenal y arzobispo católico australiano.

## Biografía
Nacido en Sídney el 22 de enero de 1896.
Fu arzobispo de Sídney de 1940 a 1971, año en el que se retiró por haber alcanzado los límites de edad (75 años).
El Papa Pío XII lo elevó al rango de cardenal en el consistorio del 18 de febrero de 1946: es el primer australiano de nacimiento en ser elevado al purpurado.
Después de la independencia política de la India, el papa Pío XII  lo nombró legado pontificio para el concilio plenario de la India. El concilio se abrió en Bangalore el 6 de enero de 1950 y prosiguió hasta el 18 de enero. Estaban presentes todos los ordinarios de las 52 circunscripciones eclesiásticas de la India de la época, incluido el arzobispo de Goa y Damán y obispos de los ritos orientales de Malabar, que juntos representaban a 4 millones y medio de católicos.
Participó en el cónclave de 1958 que eligió a Juan XXIII y en el de 1963 que eligió a Pablo VI.
Participó también en las cuatro sesiones del Concilio Vaticano II. 
El 19 de julio de 1976 el papa Pablo VI aceptó su renuncia episcopal por motivos de edad y entregó el cargo a James Freeman.
Murió el 21 de octubre de 1977 a la edad de 81 años. Está enterrado en la Catedral de Santa María (Sídney).

## Distinciones
- Caballero comendador de la Orden del Imperio Británico «En reconocimiento al servicio como arzobispo católico de Sydney.» (4 de junio de 1969).[2]